# Assunzione della Vergine (Salmeggia)
L'Assunzione della Vergine è un dipinto olio su tela eseguito da Enea Salmeggia datato 1621 e conservato come pala d'altare nel transetto di sinistra della chiesa di Sant'Alessandro della Croce di Bergamo in via Pignolo.

## Storia e descrizione
Il dipinto di grandi misure, conservato sull'altare del transetto di sinistra della chiesa alessandrina, altare voluto dall'allora parroco Regazzoni nel XVIII secolo a completamento degli arredi della chiesa. L'altare si presenta dal gusto neoclassico con un'elegante spaziatura senza gli arredi barocchi degli altari di precedente costruzione. La cappella è dedicata alla Madonna come indicano i cartigli che riportano i versetti biblici che dono trattenuti dalle statue dello scultore Antonio Gelpi rappresentanti i profeti Daniele e Ezechiele.
La tela presenta nella parte inferiore inserita in una targa la datazione e la firma: AENEAS/SALMETIA B[ER]/GOM.S MDCXX. (Enea Salmeggia, 1621), mentre a sinistra è raffigurato uno stemma, le due aquile araldiche, e una nave, dovrebbe riportare alla famiglia Giovanelli quale committente dell'opera. La cappella ospita anche un'altra tela del Salmeggia Sant'Antonio abate scaccia il demonio ma di esecuzione precedente, datato 1605.
La tela raffigura la salita al cielo della Madonna sorretta da una schiera di angeli inneggianti le sue lodi. Il movimento delle vesti accompagna questo elevarsi e entrare nella luce intensa del cielo, che divide le nuvole poste sulla terra. Il pittore pare proprio indicare uno spazio superiore pieno di luce.

La parte inferiore presenta in primo piano a sinistra san Francesco che con lo sguardo rivolto al misterioso evento, mostra le stigmate e alle sue spalle la Maddalena raffigurata con i classici capelli lunghi biondi, e con il vaso degli oli tra le mani. Il santo d'Assisi mostrando le stigmate consegna il suo testamento quale unica via per la salvezza. A destra è raffigurato un giovanissimo devoto in abiti signorili, forse un esponente della famiglia Giovanelli di Gandino, e santa Grata con un libro in mano con a fianco san Bernardino da Siena, santo importante per la città di Bergamo. La presenza di un devoto è frequente nei dipinti della controriforma e il Salmeggia ne è stato un buon esecutore, come nel decreto emesso nell'ultima sessione del concilio tridentino il quale definì che ai fini didattici le immagini dovevano raffigurare santi contrariamente a quanto indicavano le idee calviniste.
Centrale alla tela, ma posti in lontananza, sono raffigurati gli apostoli presso un sepolcro vuoto. Questi sono molto turbati dall'evento, guardano il cielo e cercano di comprenderne il mistero.
Il Salmeggia con questo dipinto prosegue nella sua storia pittorica, con la raffigurazione che doveva coinvolgere emotivamente i fedeli rispondendo ai principi della Controriforma e quindi tesa ad educare e a coinvolgere emotivamente il fedele.